# Nabu-da’’inanni
Nabu-da’’inanni (akad. Nabû-da’’inanni, tłum. „O Nabu, wzmocnij mnie!”) – wysoki dostojnik pełniący urząd turtānu („naczelnego dowódcy wojsk”) za rządów asyryjskiego króla Tiglat-Pilesera III (744-727 p.n.e.); z asyryjskich list i kronik eponimów wiadomo, iż w 742 r. p.n.e. sprawował urząd limmu (eponima).